# Ла-Адрада
Ла-Адрада (ісп. La Adrada) — муніципалітет в Іспанії, у складі автономної спільноти Кастилія-і-Леон, у провінції Авіла. Населення — 2702 особи (2010).
Муніципалітет розташований на відстані близько 80 км на захід від Мадрида, 40 км на південь від Авіли.

## Демографія
Динаміка населення (INE ):

## Галерея зображень

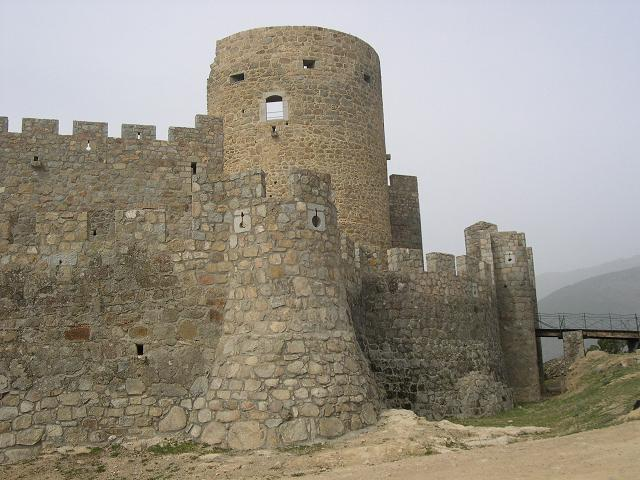
Замок Дон-Альваро-де-Луна